# باشگاه فوتبال ویستا توربین تهران
باشگاه فوتبال ویستا توربین یک باشگاه فوتبال در شهر تهران، ایران است. این تیم سال ۱۳۹۷ (۲۰۱۸) تأسیس شد و هم‌اکنون در لیگ آزادگان بازی می‌کند.
ویستا توربین در لیگ دسته دوم فصل ۱۴۰۰–۱۳۹۹ تحت سرمربی‌گری فرشاد پیوس کار را آغاز کرد و در نیم فصل دوم اکبر میثاقیان هدایت آن را برعهده گرفت.
این تیم متعلق به شرکت دانش بنیان ویستا توربین است که در زمینه تعمیرات موتور هواپیما و توربین فعالیت می‌کند.

## نتایج
| فصل       | لیگ         | رتبه             | جام حذفی              | توضیحات |
| --------- | ----------- | ---------------- | --------------------- | ------- |
| ۹۸–۱۳۹۷   | دسته ۳      | تیم سوم گروه ب   | -                     |         |
| ۹۹–۱۳۹۸   | دسته ۳      | تیم اول گروه ب   | -                     | صعود    |
| ۱۴۰۰–۱۳۹۹ | دسته ۲      | تیم دوم گروه الف | مرحله یک‌شانزدهم نهایی | صعود    |
| ۰۱–۱۴۰۰   | لیگ آزادگان |                  | مرحله یک‌شانزدهم نهایی |         |

## بازیکنان
فهرست بازیکنان در فصل ۱۴۰۰
| شماره |       | نقش       | بازیکن            |
| ----- | ----- | --------- | ----------------- |
| ۱     | ایران | دروازه‌بان | محمدعلی نعمتی     |
| ۲     | ایران | مهاجم     | میثم عبدالله بخش  |
| ۳     | ایران | مدافع     | محمدرضا حمدی نژاد |
| ۴     | ایران | مدافع     | عارف سیفی         |
| ۵     | ایران | مدافع     | محسن ورزکار       |
| ۷     | ایران | هافبک     | حامد اکبری        |
| ۹     | ایران | مهاجم     | مرتضی حسینی       |
| ۱۰    | ایران | هافبک     | محمد پاپی         |
| ۱۲    | ایران | دروازه‌بان | عرفان پورحاتمی    |
| ۱۳    | ایران | مدافع     | کمیل ایمانجانی    |
| ۱۴    | ایران | مدافع     | مسعود غفاری       |
| ۱۵    | ایران | مدافع     | رضا شربتی         |

| شماره |       | نقش       | بازیکن             |
| ----- | ----- | --------- | ------------------ |
| ۲۰    | ایران | هافبک     | یزدان کاکاوندی     |
| ۲۲    | ایران | هافبک     | حسن ابرقویی نژاد   |
| ۲۸    | ایران | هافبک     | امیرمحمد شیرخانی   |
| ۲۹    | ایران | مدافع     | عارف محمدعلیپور    |
| ۴۷    | ایران | مدافع     | مرتضی حسین‌زاده     |
| ۶۶    | ایران | هافبک     | محمدرضا قاسمی نژاد |
| ۷۰    | ایران | هافبک     | علی خسرونژاد       |
| ۸۴    | ایران | دروازه‌بان | رضا جبارنژاد       |
| ۸۸    | ایران | هافبک     | علی محمدی          |
| ۹۹    | ایران | مهاجم     | فؤاد تجری          |

## مربیان تاریخ باشگاه
| مربی          |
| میلاد بلادی   |
| فرشاد پیوس    |
| اکبر میثاقیان |
| میلاد بلادی   |